# إلكو (نيفادا)
إلكو (بالإنجليزية: Elko، بلغة شوشوني: ناتاكوا Natakkoa، وتعني "الصخور الموضوعة فوق بعضها")‏  هي مدينة في مقاطعة إلكو في ولاية نيفادا الأمريكية وهي مركز المقاطعة وأكبر مدينة فيها. بلغ عدد السكان هو 18,297 نسمة حسب تعداد عام 2010. تمتد المدينة على نهر همبولت.
إلكو هي المدينة الرئيسية في منطقة إلكو الحضرية، وهي منطقة إحصائية تغطي مقاطعات إلكو ويوريكا. وهي أكبر مدينة على مدى 130 ميلا (210 كم) في جميع الاتجاهات، ما يجعلها، كما يقول شعار المدينة، «قلب شمال شرق نيفادا».
المدينة هي موطن جامعة غريت باسين، فضلا عن المكتب الوطني للطقس والذي يقدم خدمة توقعات التقس لمعظم شمال ووسط ولاية نيفادا.

## التركيبة السكانية
حدّد مكتب تعداد الولايات المتحدة بيانات التركيبة السكانية لإلكو في تعداد الولايات المتحدة. في ما يلي، التركيبة السكانية حسب تعدادي 2000 و2010.

### تعداد عام 2000
بلغ عدد سكان إلكو 16,708 نسمة بحسب تعداد عام 2000، وبلغ عدد الأسر 6,200 أسرة وعدد العائلات 4,218 عائلة مقيمة في المدينة. في حين سجلت الكثافة السكانية 361.2 نسمة لكل كيلومتر مربع (935.5/ميل2). وبلغ عدد الوحدات السكنية 6,948 وحدة بمتوسط كثافة قدره 150.2 لكل كيلومتر مربع (389.0/ميل2).
وتوزع التركيب العرقي للمدينة بنسبة 83.16% من البيض و0.37% من الأمريكيين الأفارقة و2.66% من الأمريكيين الأصليين و1.12% من الأمريكيين ذوي الأصول الآسيوية و0.12% من سكان جزر المحيط الهادئ و9.63% من الأعراق الأخرى و2.94% من عرقين مختلطين أو أكثر و21.12% من الهسبانيون أو اللاتينيون من أي عرق.
بلغ عدد الأسر 6,200 أسرة كانت نسبة 42% منها لديها أطفال تحت سن الثامنة عشر تعيش معهم، وبلغت نسبة الأزواج القاطنين مع بعضهم البعض 53.5% من أصل المجموع الكلي للأسر، ونسبة 9.1% من الأسر كان لديها معيلات من الإناث دون وجود شريك، بينما كانت نسبة 5.4% من الأسر لديها معيلون من الذكور دون وجود شريكة وكانت نسبة 32% من غير العائلات. تألفت نسبة 25.4% من أصل جميع الأسر من عدة أفراد يعيشون في نفس المنزل ونسبة 6.3% كانت تتألف من شخص يعيش بمفرده يبلغ من العمر 65 عاماً أو أكثر. وبلغ متوسط حجم الأسرة المعيشية 2.66، أما متوسط حجم العائلات فبلغ 3.24.
بلغ العمر الوسطي للسكان 31.6 عاماً. وكانت نسبة 30.3% من القاطنين تحت سن الثامنة عشر، وكانت نسبة 9.7% بين الثامنة عشر والرابعة والعشرين عاماً، ونسبة 30.8% كانت واقعةً في الفئة العمرية ما بين الخامسة والعشرين والرابعة والأربعين عاماً، ونسبة 20.9% كانت ما بين الخامسة والأربعين والرابعة والستين، ونسبة 7.2% كانت ضمن فئة الخامسة والستين عاماً فما فوق. يوجد لكل 100 أنثى 104.3 ذكر، ويوجد لكل 100 أنثى في الثامنة عشر من عمرها فما فوق 104.8 ذكر.
بلغ متوسط دخل الأسرة في المدينة 48,608 دولارًا، أما متوسط دخل العائلة فبلغ 52,754 دولارًا. وكان متوسط دخل الذكور 43,397 دولارًا مقابل 27,366 دولارًا للإناث. وسجل دخل الفرد الخاص بالمدينة 20,101 دولارًا. وكانت نسبة 6.1% من العائلات ونسبة 8.2% من السكان تحت خط الفقر، وكان من هؤلاء نسبة 9.3% تحت سن الثامنة عشر ونسبة 8.4% في الخامسة والستين من العمر وما فوق.

### تعداد عام 2010
بلغ عدد سكان إلكو 18,297 نسمة بحسب تعداد عام 2010، وبلغ عدد الأسر 6,743 أسرة وعدد العائلات 4,482 عائلة مقيمة في المدينة. في حين سجلت الكثافة السكانية 395.5 نسمة لكل كيلومتر مربع (1,024.3/ميل2). وبلغ عدد الوحدات السكنية 7,221 وحدة بمتوسط كثافة قدره 156.1 لكل كيلومتر مربع (404.3/ميل2).
وتوزع التركيب العرقي للمدينة بنسبة 78.87% من البيض و1% من الأمريكيين الأفارقة و3.32% من الأمريكيين الأصليين و1.36% من الأمريكيين ذوي الأصول الآسيوية و0.10% من سكان جزر المحيط الهادئ و11.81% من الأعراق الأخرى و3.55% من عرقين مختلطين أو أكثر و26.36% من الهسبانيون أو اللاتينيون من أي عرق.
بلغ عدد الأسر 6,743 أسرة كانت نسبة 38.1% منها لديها أطفال تحت سن الثامنة عشر تعيش معهم، وبلغت نسبة الأزواج القاطنين مع بعضهم البعض 48.9% من أصل المجموع الكلي للأسر، ونسبة 10.5% من الأسر كان لديها معيلات من الإناث دون وجود شريك، بينما كانت نسبة 7% من الأسر لديها معيلون من الذكور دون وجود شريكة وكانت نسبة 33.5% من غير العائلات. تألفت نسبة 25.8% من أصل جميع الأسر من عدة أفراد يعيشون في نفس المنزل ونسبة 6.5% كانت تتألف من شخص يعيش بمفرده يبلغ من العمر 65 عاماً أو أكثر. وبلغ متوسط حجم الأسرة المعيشية 2.66، أما متوسط حجم العائلات فبلغ 3.23.
بلغ العمر الوسطي للسكان 31.4 عاماً. وكانت نسبة 27.8% من القاطنين تحت سن الثامنة عشر، وكانت نسبة 12% بين الثامنة عشر والرابعة والعشرين عاماً، ونسبة 27.4% كانت واقعةً في الفئة العمرية ما بين الخامسة والعشرين والرابعة والأربعين عاماً، ونسبة 24.4% كانت ما بين الخامسة والأربعين والرابعة والستين، ونسبة 8.3% كانت ضمن فئة الخامسة والستين عاماً فما فوق. وتوزع التركيب الجنسي للسكان بنسبة 51.3% ذكور و48.7% إناث.

## المناخ
يظهر الجدول التالي التغييرات المناخية على مدار السنة لإلكو:
| البيانات المناخية لـإلكو             | البيانات المناخية لـإلكو | البيانات المناخية لـإلكو | البيانات المناخية لـإلكو | البيانات المناخية لـإلكو | البيانات المناخية لـإلكو | البيانات المناخية لـإلكو | البيانات المناخية لـإلكو | البيانات المناخية لـإلكو | البيانات المناخية لـإلكو | البيانات المناخية لـإلكو | البيانات المناخية لـإلكو | البيانات المناخية لـإلكو | البيانات المناخية لـإلكو |
| الشهر                                | يناير                    | فبراير                   | مارس                     | أبريل                    | مايو                     | يونيو                    | يوليو                    | أغسطس                    | سبتمبر                   | أكتوبر                   | نوفمبر                   | ديسمبر                   | المعدل السنوي            |
| ------------------------------------ | ------------------------ | ------------------------ | ------------------------ | ------------------------ | ------------------------ | ------------------------ | ------------------------ | ------------------------ | ------------------------ | ------------------------ | ------------------------ | ------------------------ | ------------------------ |
| الدرجة القصوى °ف (°م)                | 65 (18)                  | 70 (21)                  | 78 (26)                  | 87 (31)                  | 97 (36)                  | 104 (40)                 | 107 (42)                 | 107 (42)                 | 99 (37)                  | 92 (33)                  | 83 (28)                  | 65 (18)                  | 107 (42)                 |
| متوسط درجة الحرارة الكبرى °ف (°م)    | 36.3 (2.4)               | 41.4 (5.2)               | 51.6 (10.9)              | 59.4 (15.2)              | 69.2 (20.7)              | 80.0 (26.7)              | 90.3 (32.4)              | 88.5 (31.4)              | 78.5 (25.8)              | 64.5 (18.1)              | 48.2 (9.0)               | 37.2 (2.9)               | 62.1 (16.7)              |
| متوسط درجة الحرارة الصغرى °ف (°م)    | 13.9 (−10.1)             | 18.4 (−7.6)              | 26.2 (−3.2)              | 31.0 (−0.6)              | 37.6 (3.1)               | 44.4 (6.9)               | 50.1 (10.1)              | 47.9 (8.8)               | 39.1 (3.9)               | 28.7 (−1.8)              | 21.2 (−6.0)              | 14.7 (−9.6)              | 31.1 (−0.5)              |
| أدنى درجة حرارة °ف (°م)              | −43 (−42)                | −41 (−41)                | −15 (−26)                | −2 (−19)                 | 8 (−13)                  | 12 (−11)                 | 28 (−2)                  | 20 (−7)                  | 9 (−13)                  | 0 (−18)                  | −16 (−27)                | −41 (−41)                | −43 (−42)                |
| الهطول إنش (مم)                      | 1.12 (28)                | 0.84 (21)                | 0.99 (25)                | 0.97 (25)                | 0.96 (24)                | 0.65 (17)                | 0.37 (9.4)               | 0.37 (9.4)               | 0.57 (14)                | 0.75 (19)                | 1.11 (28)                | 1.20 (30)                | 9.89 (251)               |
| متوسط تساقط الثلوج إنش (سم)          | 10.3 (26)                | 6.6 (17)                 | 5.2 (13)                 | 3.4 (8.6)                | 0.5 (1.3)                | 0 (0)                    | 0 (0)                    | 0 (0)                    | 0 (0)                    | 0.6 (1.5)                | 5.0 (13)                 | 9.9 (25)                 | 41.5 (105)               |
| متوسط أيام هطول الأمطار (≥ 0.01 in)  | 9.1                      | 8.3                      | 8.8                      | 8.8                      | 8.1                      | 4.8                      | 3.4                      | 3.4                      | 4.2                      | 5.3                      | 7.7                      | 9.2                      | 81.1                     |
| متوسط الأيام المثلجة (≥ 0.1 in)      | 7.4                      | 5.7                      | 4.8                      | 3.3                      | 0.8                      | 0                        | 0                        | 0                        | 0                        | 0.7                      | 4.0                      | 7.2                      | 33.9                     |
| المصدر: NOAA (extremes 1890–present) |                          |                          |                          |                          |                          |                          |                          |                          |                          |                          |                          |                          |                          |

## أعلام
- لويس ر. برادلي
- جون إليسون
- جوزيف إل. هندرسون
- جيني لي ليندبرغ
- ماريون كلاوسون